# Celso Valli
Celso Valli (Bologna, 14 mei 1950 – aldaar, 27 juli 2025) was een Italiaans componist, dirigent en muzikant.
In 1966 begon hij harmonieleer en compositie te studeren aan het conservatorium van Bologna. Tevens studeerde hij daar af voor orkestmeester.
Aan het begin van zijn carrière, eind jaren 70, ging hij voorop in de scene van de Italiaanse disco, waarbij hij klassiekers schreef voor Azoto, Macho, Passengers en Tantra. Gedurende de jaren 80 produceerde hij een groot aantal nummers behorend tot de zogenaamde Italodisco. Zo zijn de bekende nummers Ti Sento van Matia Bazar en San Salvador van Azoto, die beide  in de Benelux een hit werden, van zijn hand, evenals Self Control van RAF (internationale hit in de coverversie van Laura Branigan). 
Valli besloot zich na 1985 steeds verder toe leggen op de Italiaanse popmuziek. Sindsdien heeft hij, als liedjesschrijver, arrangeur, toetsenist en/of producent, samengewerkt met een groot aantal bekende Italiaanse artiesten, waaronder Andrea Bocelli, Filippa Giordano, Giorgia, Jovanotti, Mina, Laura Pausini, Eros Ramazzotti, Vasco Rossi en Il Volo.
Valli overleed op 27 juli 2025 op 75-jarige leeftijd.
- Biblioteca Nacional de España: XX1146164
- Gemeinsame Normdatei: 134566491
- International Standard Name Identifier: 0000 0000 5697 8236
- MusicBrainz: fab6654f-d6e2-429b-a4be-5db1d4998b22
- Nationale Bibliotheek van Tsjechië: xx0203419
- Istituto Centrale per il Catalogo Unico: UBOV513993
- Virtual International Authority File: 79674680
- WorldCat: E39PBJpDJjxV3BhQtF7kqQXyBP